# Faridabad (district)
Faridabad is een district van de Indiase staat Haryana. Het district telt 2.193.276 inwoners (2001) en heeft een oppervlakte van 2105 km².
Het district heeft twee tehsils of subdistricten: Faridabad en Ballabhgarh.

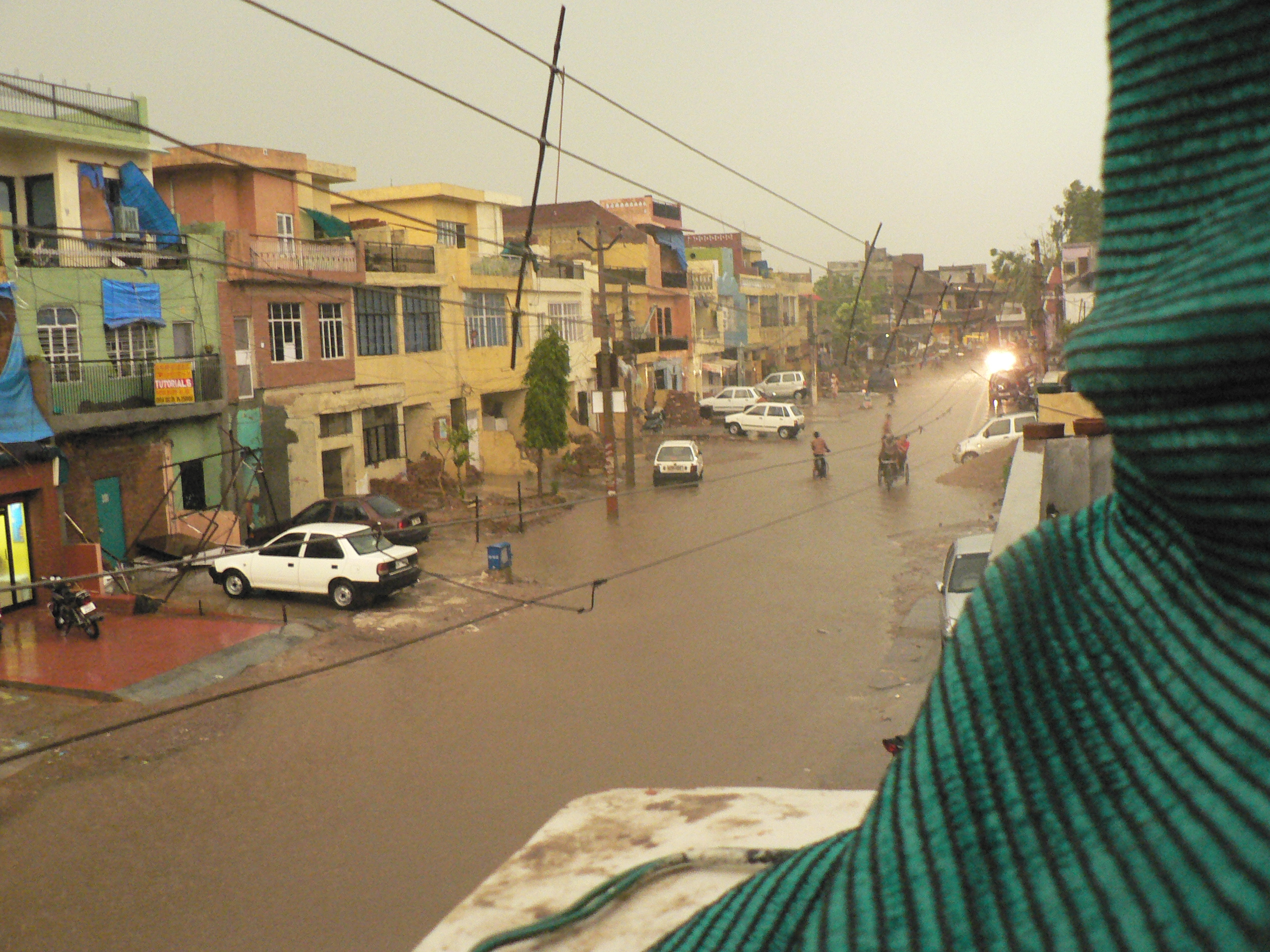
Straat in Faridabad
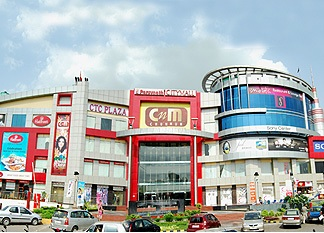
Parsvnath winkelcentrum

Ambala · Bhiwani · Charkhi Dadri · Faridabad · Fatehabad · Gurgaon · Hisar · Jhajjar · Jind · Kaithal · Karnal · Kurukshetra · Mahendragarh · Nuh · Palwal · Panchkula · Panipat · Rewari · Rohtak · Sirsa · Sonipat · Yamuna Nagar